# Любомир Романски
Любомир Стоянов Романски (на немски: Ljubomir Stojanow Romansky) е български и германски диригент.
Той е роден на 21 януари 1912 година в София в семейството на езиковеда Стоян Романски. Негова по-малка сестра е фолклористката Цветана Романска-Вранска.
От 9-годишен учи пиано при Андрей Стоянов, Веселин Стоянов, Тамара Янкова и музикална теория при Добри Христов. Завършва славянска филология в Софийския университет; успоредно е частен ученик в Музикалната академия, където учи оркестрово дирижиране при Цанко Цанков, композиция при Панчо Владигеров и пиано при Димитър Ненов.
Като студент започва работа като корепетитор и диригент в оперетния театър „Ангел Сладкаров“, след това е втори диригент на хор „Родина“, а през 1935 г. става помощник-диригент в Софийската опера.
През 1936 г. заминава да учи славянска филология в Хумболтовия университет в Берлин, а като диригент се подготвя в Държавното висше училище за музика. Дипломира се през 1940 година с концерт, в който дирижира първо действие на операта „Валкюра“ от Рихард Вагнер с певци от оперния клас. Защитава дисертация на тема „Простите коледни рефрени на българските коледни песни“. Специализира в диригентските курсове на диригента Клеменс Краус.
Кариерата му на диригент започва в Германия – първо като капелмайстор на оперния театър във Франкфурт на Майн, а след войната е ръководител и диригент на симфоничните концерти в Градския театър на Висбаден. В периода 1948 – 1950 г. ръководи Симфоничния оркестър на Кьолнското радио.
През 1950 година става главен диригент на общинския музикален театър в Гелзенкирхен, където остава до пенсионирането си през 1977 година. Живее в Гелзенкирхен до края на живота си. От 1968 г. Романски ръководи и Певческата академия във Франкфурт на Майн. Гостувал е като диригент в Испания, Франция, Швейцария, Австрия, Холандия, Югославия, Мексико, САЩ и няколко пъти в България.
За първи път у нас той дирижира „Кармина Бурана“ и „Катули Кармина“ на Карл Орф, който е бил негов личен приятел. Това са първите изпълнения на Орф в България.
Любомир Романски умира на 9 юни 1989 година в Гелзенкирхен, Германия.